# جووینال ادجوگو-اووو
جووینال ادجوگو-اووو (انگلیسی: Juvenal Edjogo-Owono؛ زادهٔ ۳ آوریل ۱۹۷۹) بازیکن فوتبال اهل گینه استوایی است.
از باشگاه‌هایی که در آن بازی کرده‌است می‌توان به باشگاه فوتبال اسپانیول، باشگاه فوتبال دپورتیوو آلاوس، باشگاه فوتبال راسینگ سانتاندر، باشگاه فوتبال رکریتیوو اوئلوا، باشگاه فوتبال لوانته، باشگاه فوتبال سابادل، باشگاه ورزشی تنریف، و باشگاه فوتبال سانتا کولوما اشاره کرد.
وی همچنین در تیم ملی فوتبال گینه استوایی بازی کرده‌است.